# Хоботная камбала
Хоботная камбала, или хоботная лиманда (лат. Limanda proboscidea), — вид лучепёрых рыб из семейства камбаловых.

## Описание
Максимальная зарегистрированная длина тела 40 см, в уловах обычно 15—20 см. В спинном плавнике 62—74 мягких лучей. В анальном плавнике 46—53 мягких лучей. Голова немного вогнута над серединой верхнего глаза. Рыло удлинённое, его длина больше диаметра глаза. Зубы тупые, конической формы. Глазная сторона тела серо-коричневая или зеленовато-коричневая. Слепая сторона лимонно-жёлтая.

## Биология
Ведут придонный образ жизни, держатся на глубине 0—160 м, обычно 10—125 м. Встречаются в опреснённых участках акватории вблизи устьев рек. В зимние месяцы откочёвывают на бо́льшие глубины.

### Питание
Основу рациона составляют полихеты, питаются также мелкими ракообразными и моллюсками.

### Размножение
Самцы хоботной камбалы впервые созревают, в зависимости от района обитания, достигнув длины 14—18 см и возраста трёх лет. Самки впервые созревают в возрасте 4 лет при длине тела 14—22 см. Нерест порционный, продолжается с конца июня до начала сентября с пиком в июле — августе при температуре у дна от 0,8 до 12°С. Плодовитость от 83 тысяч до 840 тысяч икринок. Икра пелагическая, сферической формы.

## Ареал
Населяют северную часть Тихого океана: Охотское море, воды у побережья Курильских островов, Камчатского полуострова в России и в Беринговом море. Северная граница ареала — залив Нортона.

## Хозяйственное значение
Является объектом коммерческого промысла. Ловят донными тралами. Реализуется в свежем и мороженом виде, идёт на производство консервов.